# Evelin Lindner

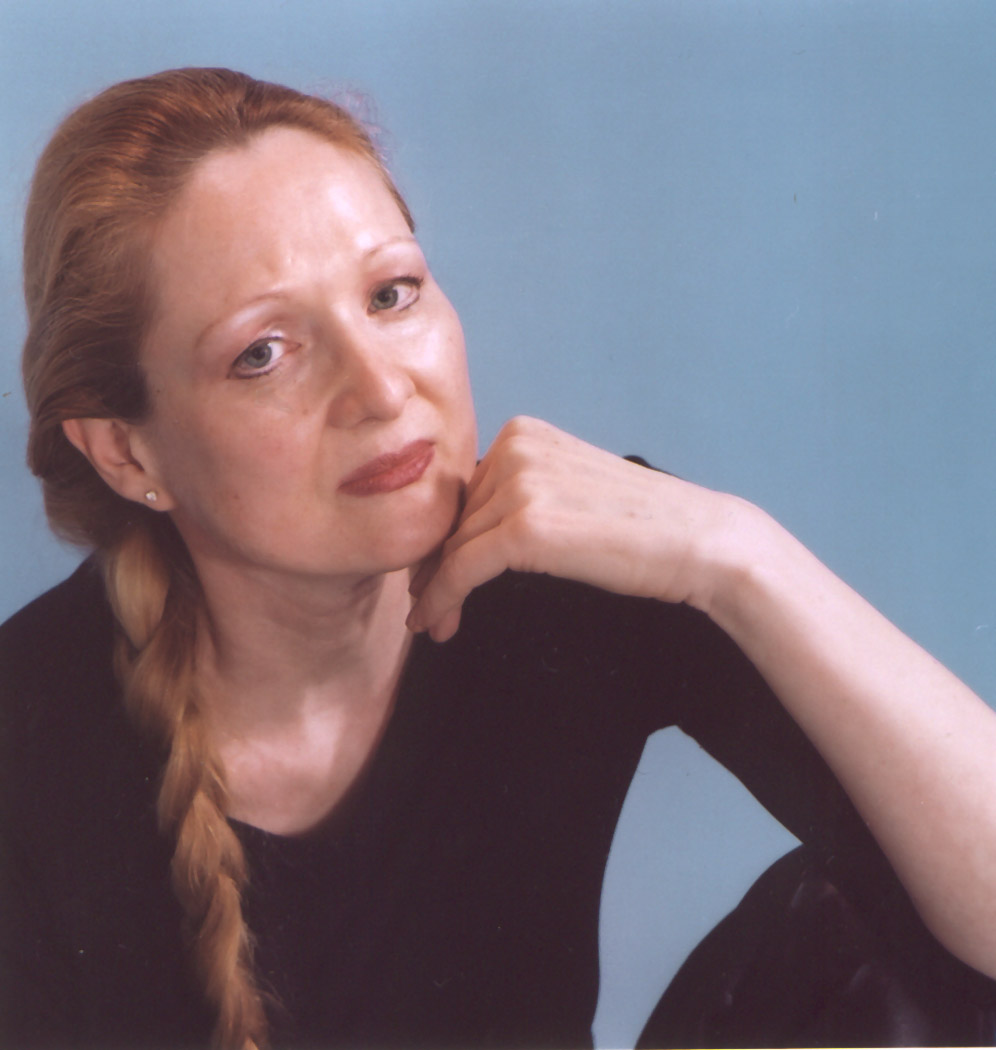
Evelin Lindner

Evelin Gerda Lindner (nascida em 13 de maio de 1954, em Hamelin, Alemanha) é médica, psicóloga, pesquisadora transdisciplinar e autora que desenvolve a chamada Teoria da Humilhação. Lindner recebeu diversos prêmios, dentre eles duas indicações para o Prêmio Nobel da Paz (2015, 2016).
Possui dois doutorados, um em medicina, outro em psicologia. Sua pesquisa concentra-se na dignidade humana, e ela acredita que a humilhação da honra e da dignidade pode estar dentre os mais fortes obstáculos no caminho para uma comunidade mundial mais pacífica. Ela é a presidente fundadora da Human Dignity and Humiliation Studies (HumanDHS), uma fraternidade global transdisciplinar formada por acadêmicos e profissionais interessados em promover a dignidade e transcender a humilhação.
Seus pais foram deslocados da Silésia em 1946 e, assim, ela cresceu na Alemanha Ocidental. Ela já admitiu que as experiências traumáticas de sua família formaram o pano de fundo de seu trabalho.
Em 1994, ela obteve seu primeiro doutorado, em medicina, na Universidade de Hamburgo, Alemanha, e em 2001, seu segundo doutorado, em psicologia, na Universidade de Oslo, Noruega. Formou-se em psicologia em 1978, e em medicina em 1984, na Universidade de Hamburgo. Ela também estudou direito e sinologia no Universidade de Frankfurt, filosofia na Universidade de Hamburgo e participou do Programa de Ética do Conselho de Pesquisa da Noruega coordenado pelo filósofo Dagfinn Føllesdal.
De 1984 a 1991, ela também viveu e trabalhou no Cairo, Egito, onde ela foi uma psicóloga clínica e conselheira psicológica na Universidade Americana do Cairo durante 3 anos, e teve sua própria clínica durante 4 anos. Ela também viveu, estudou e pesquisou na Ásia (Japão por 3 anos, China, Tailândia, Austrália, Nova Zelândia), na África (África Ocidental, Somália, Quênia, Ruanda, Burundi), no Oriente Médio, Estados Unidos e na Europa (principalmente na França, Bélgica e Suíça) e na América Latina (Equador, Brasil, Bolívia e Chile). Em 1993, ela fundou a ONG Better Global Understanding (Melhor Entendimento Global) e organizou um importantes festival pacífico em Hamburgo, e, em 1994, ela foi candidata nas eleições parlamentares europeias de 1994.
Ela fala inglês, francês, alemão e norueguês fluentemente e está familiarizada com uma série de outros idiomas, como, árabe egípcio hebraico moderno, russo, chinês, japonês, indonésio, sueco, dinamarquês, holandês, espanhol e português.
Desde 1997 ela está vinculada à Universidade de Oslo, onde escreveu sua tese de doutorado de 1997 a 2001. Desde 2001, ela está igualmente vinculada com o Advanced Consortium on Cooperation, Conflict, and Complexity (AC4) (Consórcio Avançado de Cooperação, Conflito e Complexidade) da Universidade Columbia em Nova York. Desde 2003 ela está, além disso, vinculada com a Maison des Sciences de l'Homme em Paris.
Seu primeiro livro, Making Enemies: Humiliation and International Conflict, foi homenageado como "Outstanding Academic Title" "Título Acadêmico Outstanding" pela revista Choice em 2007 nos Estados Unidos. Ela publicou seu segundo livro em 2009 chamado Emotion and Conflict: How Human Rights Can Dignify Emotion and Help Us Wage Good Conflict. Sseu terceiro livro, chamado Gender, Humiliation, and Global Security: Dignifying Relationships from Love, Sex, and Parenthood to World Affairs, que foi publicado em 2010 com prefácio de Desmond Tutu, também foi muito bem recomendado pela revista Choice. Ela também escreveu inúmeros artigos e capítulos de livros, por exemplo, para a antologia de Bernt Hagtvet chamada Genocide's Black Book (2008). Ela recebeu vários prêmios, entre eles o "Prisoner’s Testament" Peace Award em 2009.
Lindner defende a igualdade de dignidade, local e globalmente. Ela escolheu a Noruega como base principal porque ela acredita que a Noruega está em uma posição histórica única. O ideal de igualdade de dignidade (likeverd em norueguês) está no núcleo da mensagem dos direitos humanos. Está profundamente enraizado na cultura norueguesa e é uma parte importante da herança norueguesa, ao mesmo tempo que é novo para culturas com tradições mais hierárquicas que defendem a desigualdade social. Pesquisas apontam para a importância da igualdade para a saúde e estabilidade, tanto a nível individual como a nível da comunidade. Igualdade de dignidade é importante para um futuro sustentável local e globalmente. Lindner acredita que a Noruega tem a responsabilidade de tornar a herança cultural norueguesa mais acessível globalmente. A Noruega goza de excelente reputação no mundo, o que significa que a mensagem da igualdade de dignidade, quando originada da Noruega, tem um impacto maior. Ela foi nomeada ao prêmio nobel da paz em 2015 e 2016.

## Publicações selecionadas
- Gender, Humiliation, and Global Security: Dignifying Relationships from Love, Sex, and Parenthood to World Affairs, com prefácio de Desmond Tutu, Praeger Security International, ABC-CLIO, 2010 ISBN 0-313-35485-5
- Emotion and Conflict: How Human Rights Can Dignify Emotion and Help Us Wage Good Conflict, com prefácio de Morton Deutsch, Praeger Security International, Greenwood, 2009 ISBN 978-0-313-37237-7
- Making Enemies: Humiliation and International Conflict, com prefácio de Morton Deutsch, Praeger Security International, Greenwood, 2006 ISBN 0-275-99109-1
- The Psychology of Humiliation. Somalia, Rwanda / Burundi, and Hitler’s Germany, University of Oslo (tese do doutorado em psicologia), 2001 ISBN 82-569-1817-9
- Lebensqualität im ägyptisch-deutschen Vergleich: Eine Interkulturelle Untersuchung an drei Berufsgruppen (Ärzte, Journalisten, Künstler), Universität Hamburg (tese do doutorado em medicina), 1993